# Замойский, Марцин
Марцин Замойский (пол. Marcin Zamoyski, около 1637 — 17 июня 1689) — государственный деятель Королевства Польского, Великий подскарбий коронный с 1685 года.

## Биография
Представитель младшей ветви польского магнатского рода Замойских герба Елита. Сын подстолия львовского и каштеляна черниговского Здислава Яна Замойского (ум. 1670) и Анны Софьи Ланцкоронской.
В 1676 году после нескольких лет судебных тяжб стал 4-м ординатом на Замостье, при этом — 1-м ординатом из представителей младшей ветви Замойских.
Занимал ряд важных государственных должностей. Был королевским ротмистром (1656), с 1677 — подстолием, а затем каштеляном львовским, с 1678 по 1682 — воеводой  брацлавским, подольским (1682), любельским (1683).
Кроме того, старостой белзским, плоскировским, болимувским и ростоцким.
После его смерти Замойская ординация перешла в его жене Анне.

## Семья
В 1675 году женился на Анне Франциске Гнинской (ум. 1704), от брака с которой имел дочь и четырех сыновей:
- Томаш Юзеф Замойский (ок. 1678—1725), 5-й ординат Замойский (1689), староста плоскировский, гродецкий, полковник королевский
- Ян Франтишек Замойский (род. 1678), староста болимовский
- Михаил Здислав Замойский (ок. 1679—1735), 6-й ординат Замойский (1725), ловчий великий коронный, воевода смоленский
- Марцин Леопольд Замойский (ок. 1680—1718), староста болимовский, плоскировский и ростоцкий
- Марианна Тереза Замойская (1686—1751), жена с 1704 года конюшего великого коронного Ежи Станислава Дзялынского (1670—1730)